# Кассіодор
 Флавій Магн Аврелій Кассіодор Сенатор  (лат. Flavius Magnus Aurelius Cassiodorus Senator, близько 487, Калабрія — бл. 578) — видатний письменник і науковець, державний діяч під час правління Теодоріха Великого, короля остготів в Італії.

## Предки
Дід Кассіодора, трибун і нотарій при Валентиніані III, друг Аеція, брав участь у посольстві, надісланому до двору Аттіли. Після виконання цього доручення він відмовився від усіх посад, за винятком рангу ілюстрія, і віддалився в Бруттій захищати його від племені вандалів. Батько Кассіодора був одним із найбільш відданих прихильників короля остготів Теодоріха I. Ще при Одоакрі він обіймав посади comes sacrarum largitionum та comes rei privatae. Будучи консуляром Сицилії, він передав цю провінцію Теодоріху. З цього моменту почався стрімкий зліт його кар'єри. Він послідовно ставав консуляром Луканії та Бруттія, префектом преторія, у 506 році отримав сан патриція і закінчив свій cursus honorum членом королівської ради.

## Життєпис

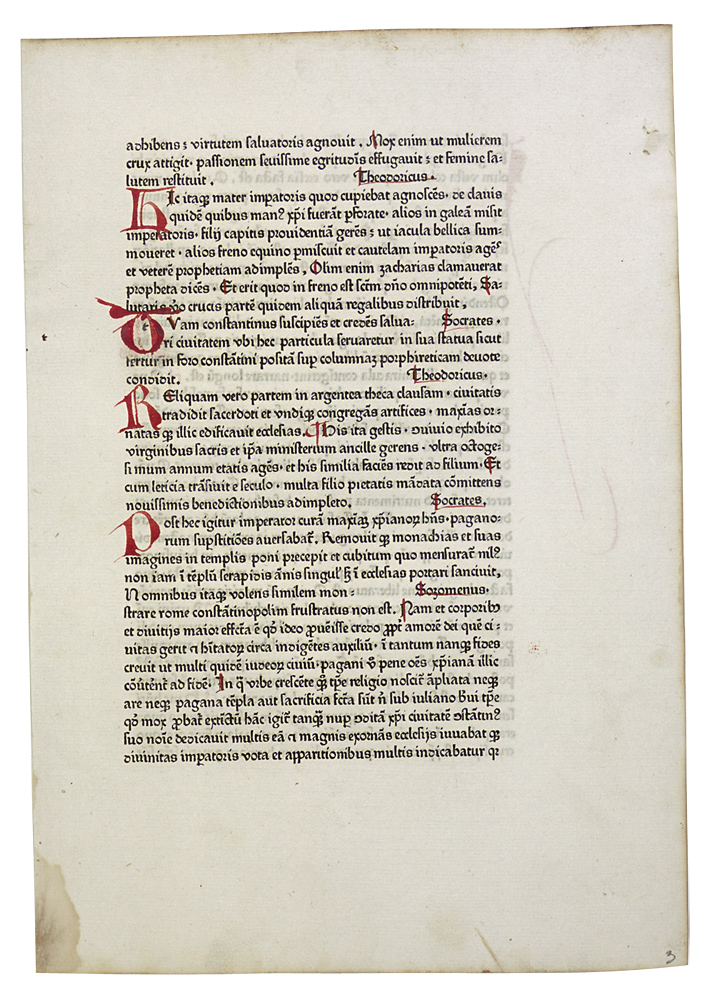
Лист з Історії в трьох частинах. Друкарське видання 1472 р.

Кассіодор народився біля 487 року на півдні Італії (Сцилаціум, Калабрія) в знатній сім'ї сирійського походження. З юних років Кассіодор вивчаючи право, він пішов по стопах батька, який перебував на державній службі і обіймав посаду префекта Сицилії. Замолоду Кассіодор якийсь час працював з батьком, потім з 507 по 511 рік був квестором.
Його кар'єра нестримно розвивалася — в 514 році він був призначений консулом (без колеги), а між 523 і 527 роками, змінивши страченого Боеція на посту магістра двору (лат. magister officiorum), займався обліком документів і складанням офіційних листів. Літературні таланти Касіодора знайшли визнання у його сучасників, і кожен раз, коли він прибував в Равенну, столицю остготскої держави, йому доручалося складання важливих офіційних документів. У 526 р., після смерті Теодоріха Великого, Кассіодор за часи регентки Амаласунти очолив цивільну адміністрацію держави при малолітньому Аталаріху. У 533 році отримав високу посаду префекта преторія (лат. praefectus praetorio) Італії та патриція (другий військовик після короля), що стало піком його кар'єри. Він зберігав цю посаду до 537 році — початку війни остготів з Візантією внаслідок заколоту Теодада — останні складені Кассіодором документи датуються епохою короля Вітігіса. У 537—538 роках відвідав Константинополь задля розширення своїх релігійних та наукових знань. Водночас налагодив гарні стосунки з оточенням імператора Юстиніана I задля збереження майного та суспільного становища своєї родини в Італії.
Наступник Кассіодора був призначений в 540 р. імператором Юстиніаном після відновлення контролю над Римом. В цей час Кассіодор відійшов від громадських справ і на території своїх родових володінь в Калабрії заснував монастир. Сам не будучи ченцем, проте підтримував створену ним громаду. Свій давній задум, підтриманий папою римським Агапітом щодо заснування вищої теологічної школи в Римі Кассіодор втілює у своєму маєтку, Віварії, де був створений монастир, що був також науковим і релігійним центром, де було все, що могла надати наука того часу, зокрема найбільше на ті часи книжкове зібрання, ченці вивчали не лише Біблію та Євангеліє, а й світські науки. Цей освітній центр розпався після смерті його засновника, але він відродився в монастирських школах каролінзької епохи і середніх віків, де твори Кассіодора служили навчальними посібниками.

## Праці
- Введення до псалмів (лат. Exposition psalmorum)
- Історія Церкви в трьох частинах (лат. Historia ecclesiastica tripartita). Виклад подій від початку часів і до сучасних Кассіодору. Мала 13 книг. У неї входили фрагменти творів трьох істориків Церкви: Феодорета, Созомена і Сократа, переведених латиною Єпіфанєм Схоластом. Вона була задумана продовженням «Церковної історії» Євсевія Кесарійського.
- Історія готів (лат. Historia Gothorum, між 526 і 533). Збереглася в скороченому і перекладеному вигляді в творі Йордана «Про походження і діяння гетів». Мала 12 книг. У ній Кассіодор хотів довести, що готи з найдавніших часів відігравали важливу роль у світовій історії, а тепер поряд з римлянами можуть вирішувати долі світу.
- Історія роду Кассіодорів (лат. Ordo generis Cassiodorum)
- Про душу (лат. De anima, 540)
- Про музику (лат. De musica)
- Про науку і мистецтво (лат. De artibus libris ас disciplinis liberalium litterarum)
- Про орфографію (лат. De orthographia). Має велику цінність, бо в ній збережені численні фрагменти втрачених граматичних праць античності. У ній викладанні також правила копіювання книг.
- Різне (лат. Variae, 537) Збірка офіційних листів і едиктів епохи Теодоріха Великого. Мала 12 книг та містила 468 документів. Це були документи, які Кассіодор особисто написав, перебуваючи на високих державних посадах, або ті, які він редагував від імені короля. У книгах VI і VII є зразки листів, які до канцелярії надсилали з провінцій. Листи Кассіодора охоче читалися в епоху Середньовіччя і вважалися зразками службового листування. Ці папери становлять значний історичний інтерес як джерело вивчення суспільного життя того часу.
- Керівництво до вивчення божественної і світської літератури (лат. Institutiones divinarum et saecularum litterarum). Містила 2 книги. Це своєрідний вступ до вивчення світських і церковних наук, які мали на меті полегшити монахам їхнє засвоєння. Книга I, звана також «Закон Божий» (Divinae litterae), являє собою введення у вивчення теології. Кассіодор надав гідні читання книги з бібліотеки монастиря і стисло характеризував християнських письменників, вартих уваги. Ченцям, нездатним до наукової роботи, автор пропонував роботу в саду, в полі, турботу про хворих, рекомендуючи їм також відповідну літературу. У книзі II «Світські науки» (Saeculares або Humanae litterae), Кассіодор у 7 розділах охарактеризував 7 визнаних ним наук (граматику, риторику, діалектику, арифметику, астрономію і музику), тобто такі, які він вважав необхідним доповненням теології.
- Хвалитні  (лат. Laudes)
- Хроніка (лат. Chronica, закінчена в 519). Виклад світової історії від створення світу до 519 року. Автор, спираючись на Євсевія, Ієроніма і Лівія, приводить списки ассирійських, латинських, римських царів, а також римських консулів. При деяких поміщає короткі історичні та літературні замітки, характеризуючи готів у вигідному світлі, де тільки можливо.